# Ескондидо (Калифорния)
Ескондидо  (на испански: El Escondido) е град в окръг Сан Диего в щата Калифорния, САЩ. С население от 140 766 жители (2006), Ескондидо е 4-ти по население град в окръг Сан Диего. Общата площ на Ескондидо е 94,50 км² (36,50 мили²). Градът е основан през 1888 г., което го прави един от най-старите градове в окръг Сан Диего.